# Erfurt
Erfurt är det tyska förbundslandet Thüringens huvudstad. Erfurt är den största staden i Thüringen och säte för Erfurts universitet och den tyska förbundsarbetsdomstolen. Dess administrativa status är kretsfri stad.

## Historia
Omkring 750 blev Erfurt för en kortare tid biskopssäte. Staden var omkring 800 en av de viktigaste utgångspunkterna för den germanska handeln med slaverna. Sedan slaverna fördrivits från området fortsatte Erfurt att utvecklas som handelsstad och nådde sin blomstringstid under senmedeltiden. Staden har ett flertal kyrkor, bland vilka märks den katolska domkyrkan, uppförd på 1100-talet men med nuvarande utseende efter en ombyggnad på 1400-talet, och Sankt Severikyrkan, uppförd på 1200-talet. Bland övriga kyrkor märks den forna Augustinkyrkan med klostret, där Martin Luther vistades 1505-08 efter att ha studerat vid Erfurts universitet 1501-05. Stadens stadsmuseum, byggt 1706, innehåller en stor samling medeltida konst och måleri.
Erfurts beslutanderätt i inre angelägenheter kom med tiden att utvidgas, men den kom aldrig att bli fri riksstad och lydde fram till 1802 under ärkebiskopen i Mainz. Från 1802 tillhörde staden Preussen, med undantag för åren 1807-14, då Erfurt lydde under Frankrike. September-oktober 1807 hölls under ledning av Napoleon I "Erfurtkongressen" i staden. Under preussiskt styre stängdes universitetet 1816. Administrativt tillhörde staden det preussiska regeringsområdet Magdeburg i provinsen Sachsen. 1850 var Erfurt säte för det så kallade Erfurtparlamentet.
Under slutet av 1800-talet utformade socialdemokratiska tänkare Erfurtprogrammet som legat till grund för den moderna socialdemokratin.
Erfurt låg i den sovjetiska ockupationszonen och Östtyskland efter andra världskrigets slut och var från 1952 huvudort i det administrativa länet Bezirk Erfurt. 1970 var Erfurt platsen för det första tysk-tyska toppmötet, det vill säga förhandlingar mellan Västtyskland och DDR. Detta var en del av Willy Brandts Ostpolitik.
Genom Tysklands återförening blev Erfurt huvudstad i det 1990 bildade förbundslandet Thüringen, och 1994 återbildades stadens universitet genom sammanslagning av lokala högskolor.
I april 2002 inträffade här den blodigaste skolmassakern i Europa. En före detta elev mördade 17 personer på den skola som han tidigare blivit avstängd från.

## Näringsliv
I staden finns såväl universitet som yrkeshögskola samt en högteknologisk industri med produktion inom elektronik och telekommunikation. Andra viktiga industrigrenar är maskin- och livsmedelstillverkning. I Erfurt finns dessutom ett av Tysklands största och modernaste centra för godstransporter.

## Utbildning
Erfurts universitet, som var det tredje på tysk mark, öppnade sina portar år 1392. På basis av det ursprungliga grundandebeslutet från 1379 räknar man sig dock som det äldsta. En av universitetets mest kända alumner var reformatorn Martin Luther, som 1505 avlade examen vid den filosofiska fakulteten. Det ursprungliga universitetet stängdes 1816 men sedan 1994 har Erfurt åter ett universitet som verkar i samma tradition.

## Sport
Under DDR-tiden var fotbollslagen Turbine Erfurt och efterföljaren Rot-Weiss Erfurt ett av lagen i DDR:s högstaliga. Efter turbulenta år med stora ekonomiska problem under 1990-talet spelar Rot-Weiss Erfurt i 2. Bundesliga 2004-2005. Erfurt blev östtyska mästare 1954 och 1955.
Varje år spelas den internationella ungdomsturneringen Luther Cup i fotboll.

## Kända personer
- Heinrich Hübschmann
- Martin Luther
- Max Weber